# Jerzy Neyman
Jerzy Neyman (16 de abril de 1894, en la Gobernación de Besarabia – 5 de agosto de 1981, California) fue un matemático y estadístico polaco. Fue el cuarto de cuatro hijos de Czesław Spława-Neyman y Kazimiera Lutosławska. Desarrolló su primera etapa de su carrera profesional en varias instituciones en Varsovia (Polonia) y en el University College de Londres, y su segunda etapa en la Universidad de California en Berkeley. Neyman primero introdujo el concepto moderno de intervalo de confianza en el testeo de hipótesis estadísticas y concibió el testeo de hipótesis nula (en colaboración con Egon Pearson). Neyman ideó la forma en la cual la FDA prueba los medicamentos en la actualidad, antes de aprobarlos.

## Vida y carrera profesional
Se crio en una familia polaca en Bendery, Bessarabia en la Rusia imperial. Fue el cuarto de los cuatro hijos de Czesław Spława-Neyman y Kazimiera Lutosławska. Su familia era católica y Neyman fue un monaguillo durante su infancia. Posteriormente, Neyman se convertiría en agnóstico. La familia de Neyman descendió de una larga línea sucesoria de nobles polacos y héroes militares. Empezó sus estudios en la Universidad de Járkov en 1912, donde fue instruido por el probabilista Ruso Sergei Natanovich Bernstein. Tras de leer Lecciones de la integración y la búsqueda de funciones primitivas por Henri Lebesgue, quedó fascinado con el tema de la teoría de la medida y integración. 
En 1921 retornó a Polonia en un programa de repatriación POWS después de la Guerra Soviética Polaca. 
Obtuvo su Doctorado en Filosofía en Universidad de Varsovia en 1924 con su Tesis titulada "Sobre las aplicaciones de la Teoría de la probabilidad en los experimentos agrícolas". Fue examinado por Wacław Sierpiński y Stefan Mazurkiewicz, entre otros. 
Pasó unos años en Londres y en París en una beca para estudiar estadística con Karl Pearson y Émile Borel. Después de su retorno a Polonia creó el Laboratorio Biométrico en Nencki Institute of Experimental Biology in Warsaw.
Publicó muchos libros relacionados con experimentos y estadística, y originó la forma con la cual los tests FDA se realizan en la actualidad.
Neyman propuso y estudió experimentos aleatorios en 1923. Además, su informe "On the Two Different Aspects of the Representative Method: The Method of Stratified Sampling and the Method of Purposive Selection", dados a la Real Academia de Estadística el 19 de junio de 1934, fue el evento innovador que originó los modernos muestreos científicos. Él introdujo el intervalo de confianza en su informe en 1937. Otra contribución notoria es el Neyman-Pearson lemma, el cual fue el fundamento del testeo de hipótesis.
En 1938 se mudó a Berkeley, donde trabajó durante el resto de su vida. Treinta y nueve estudiantes recibieron su Doctorado bajo su asesoría. En 1966 fue galardonado con la Guy Medal de la Real Academia de Estadística y tres años más tarde la National Medal of Science (Medalla nacional de la Ciencia) de Estados Unidos. Murió en Oakland, California en 1981.